# 레고 아이디어
레고 아이디어는 카오딕스와 레고 그룹이 운영하는 웹 사이트이다. 사용자가 제출한 레고 제품 아이디어를 심사하여 상업적인 제품으로 출시하며, 원작 디자이너는 1%의 로열티를 지급받는다. 2008년부터 시작되었다.

## 제품
출시된 제품은 33개이며, 출시 예정작을 포함하면 41개 제품이 존재한다.
     독창적인 아이디어 제품

     지적 재산권이 존재하는 제품

발표 순서대로 정렬하였다. 굵은 선은 쿠소에서 아이디어로 브랜드가 변경되었음을 나타낸다. 국기는 창작자의 국적을 나타낸다.
| 쿠소/아이디어 # | 세트 # | 제품명 (프로젝트명)                                            | 출시                                           | 창작자 (닉네임)                       | 프로젝트 | 비고                                                                   |
| --------------- | ------ | -------------------------------------------------------------- | ---------------------------------------------- | ------------------------------------- | -------- | ---------------------------------------------------------------------- |
| #001            | 21100  | 신카이 6500 잠수함 (신카이 탐험)                               | 2011년 2월 17일 (일본)                         | (at_guy)                              | 링크     | 일본에서만 출시됨.                                                     |
| #002            | 21101  | 하야부사 (소행성 탐사선 하야부사)                              | 2012년 3월 1일 (일본) 2012년 7월 11일 (전세계) | 오쿠보 다이스케 (daisuke)             | 링크     | .                                                                      |
| #003            | 21102  | 마인크래프트 마이크로 월드 (레고 마인크래프트)                 | 2012년 6월 1일                                 | 모장                                  | 링크     | 비디오 게임 《마인크래프트》를 원작으로 한 레고 마인크래프트의 첫 제품 |
| #004            | 21103  | 백 투더 퓨처 (백 투 더 퓨처 들로리언 타임 머신)                | 2013년 8월 1일                                 | 토가미 마사시 & 사쿠레츠              | 링크     |                                                                        |
| #005            | 21104  | NASA 화성 연구소 큐리오시티 로버 (화성 연구소 큐리오시티 로버) | 2014년 1월 1일                                 | 스티븐 팩바즈 (Perijove)              | 링크     |                                                                        |
| #006            | 21108  | 고스트 버스터즈 엑토-1 (고스트버스터즈 30주년)                 | 2014년 6월 1일                                 | 브렌트 월러 (BrentWaller)             | 링크     |                                                                        |
| #007            | 21109  | 엑소 슈트 (Exo Suit)                                           | 2014년 8월 1일                                 | 피터 레이드 (PeterReid)               | 링크     |                                                                        |
| #008            | 21110  | 연구소 (Female Minifigure Set)                                 | 2014년 8월 1일                                 | 엘런 쿠지만 (Alatariel)               | 링크     |                                                                        |
| #009            | 21301  | 새 (Lego Bird Project)                                         | 2015년 1월 1일                                 | 톰 폴솜 (DeTomaso)                    | 링크     |                                                                        |
| #030            | 21322  | 바라쿠다 해적들 (The Pirate Bay)                               | 2020년 4월 1일                                 | 파블로 산체스 히메네스 (Bricky–Brick) | 링크     |                                                                        |
| #031            | 21323  | 그랜드 피아노 (Playable Lego Piano)                            | 2020년 8월 1일                                 | 도니 첸 (SleepyCow)                   | 링크     |                                                                        |
| #032            | 21324  | 세서미 스트리트 (123 Sesame Street)                            | 2020년 11월 1일                                | 이반 게레로 (bulldoozer21)            | 링크     | 아동용 텔레비전 프로그램 《세서미 스트리트》 원작                      |
| #033            | 21325  | 중세 대장간 (Medieval Blacksmith)                              | 2021년 2월 1일                                 | 클레멘스 피들러 (Namirob)             | 링크     |                                                                        |
| #034            | 21326  | 곰돌이 푸 (Winnie the Pooh)                                    | 2021년 4월 1일                                 | 벤 알더 (benlouisa)                   | 링크     | 《곰돌이 푸》 원작                                                     |